# James Ginty

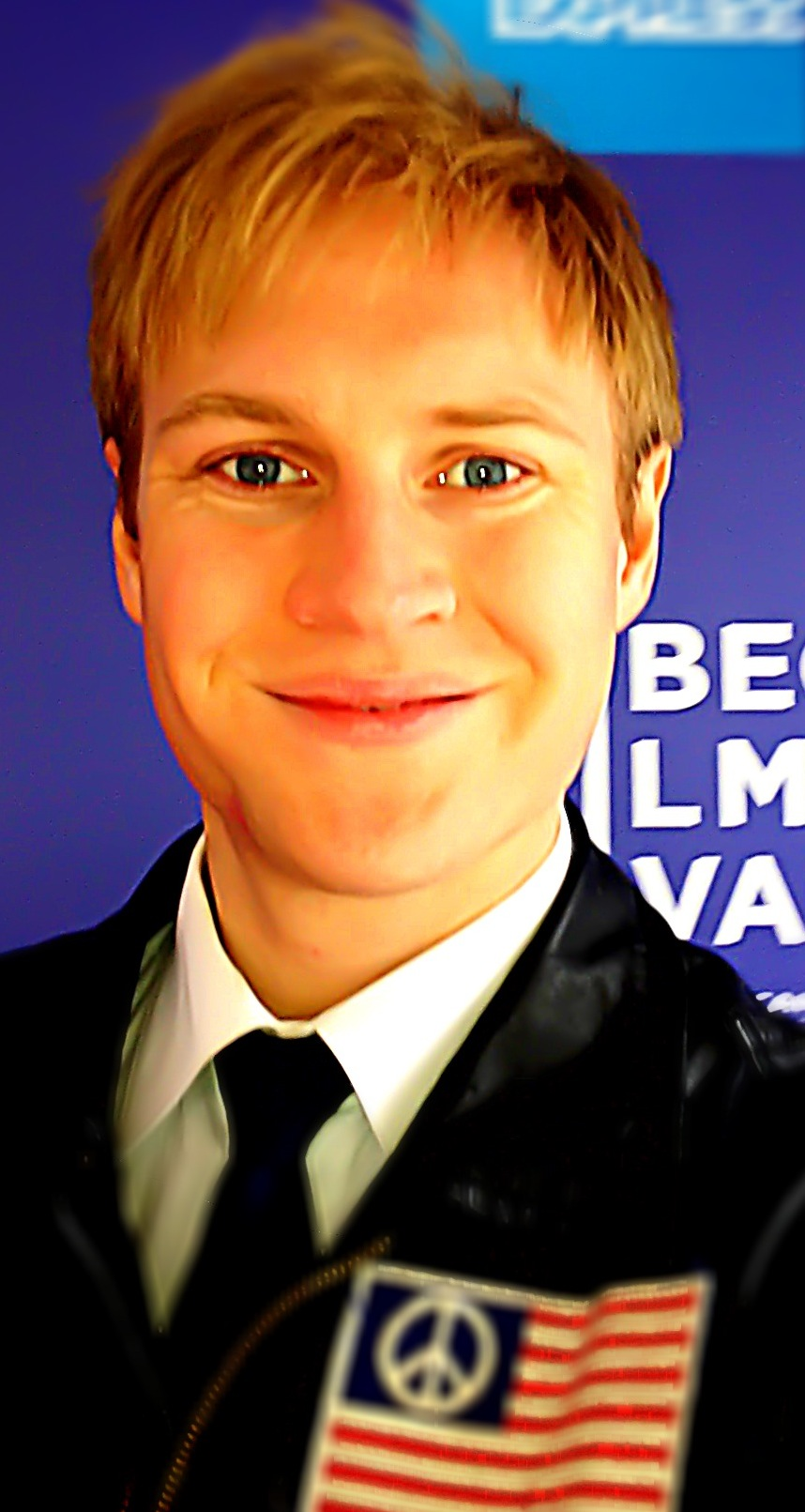
James Ginty (April 2012)

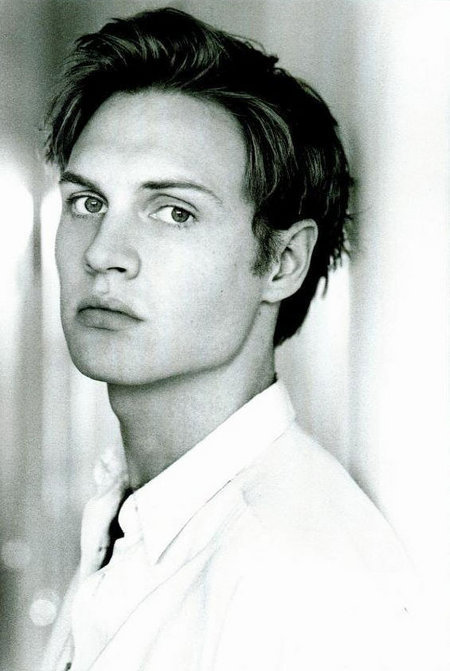
James Ginty

James Francis Ginty (* 4. Dezember 1980 in Los Angeles, Kalifornien) ist ein US-amerikanischer Filmschauspieler.

## Leben
James Ginty ist der einzige Sohn des im September 2009 verstorbenen Schauspielers Robert Ginty und dessen Ehefrau, der Schauspielerin Francine Tacker. Ginty wuchs in Washington, D.C. auf, wo er ab der siebten Klasse in einem Internat seine Schulbildung erhielt.
Ursprünglich wollte Ginty eine militärische Laufbahn einschlagen und war daher zwei Jahre lang Kadett an der Valley Forge Military Academy in Wayne (Pennsylvania). Dann jedoch schlug er die Laufbahn eines Künstlers ein, absolvierte eine vierjährige Ausbildung an der Interlochen Arts Academy in Interlochen (Michigan) und zuletzt die Juilliard School in New York City. Ginty ist heute gelernter Balletttänzer.
Ginty stand 1990, im Alter von 10 Jahren, in Vietnam, Texas an der Seite seines Vaters vor der Kamera, dem eine zwölfjährige Pause folgen sollte. 2002 übernahm er eine Nebenrolle im Historienfilm K-19 – Showdown in der Tiefe an der Seite von Liam Neeson und Harrison Ford. Es sollte lange Zeit sein einziger Film sein, da er danach nur noch in Fernsehserien, darunter 2006 in Emergency Room – Die Notaufnahme oder 2007 in zwei Episoden der Seifenoper Zeit der Sehnsucht als Gastdarsteller zu sehen war. 2009 feierte Ginty im Thriller Surrogates – Mein zweites Ich an der Seite von Bruce Willis sein Comeback als Kinodarsteller.

## Filmografie (Auswahl)
- 2002: K-19 – Showdown in der Tiefe (K-19: The Widowmaker)
- 2009: Surrogates – Mein zweites Ich (Surrogates)